# Diffusion cellulaire

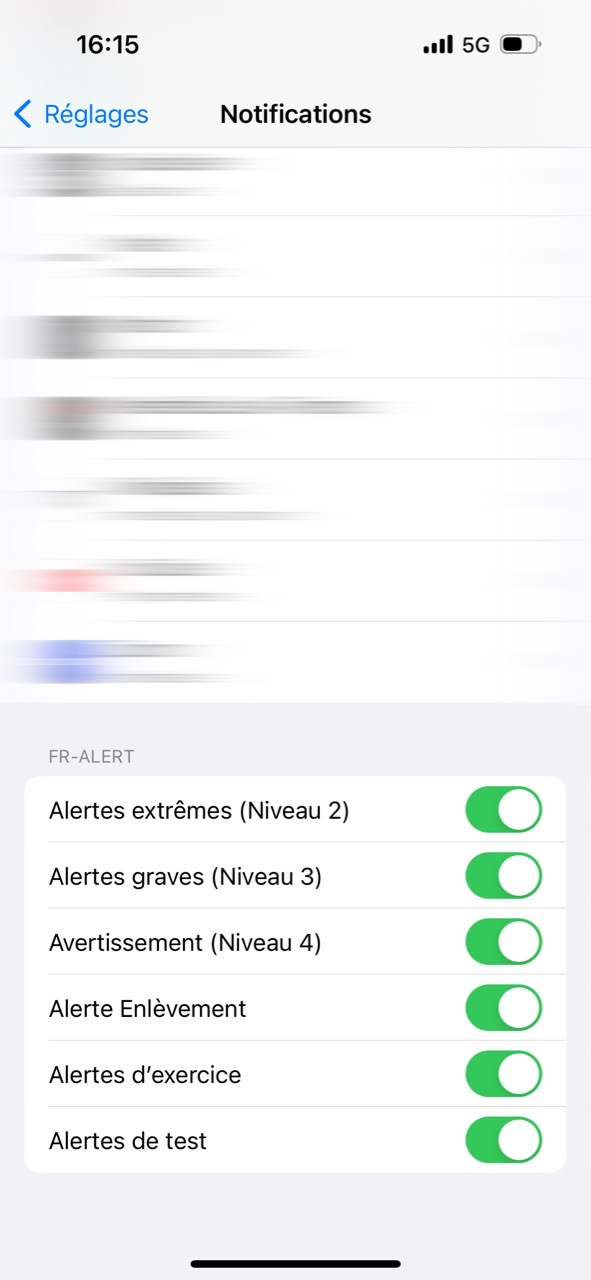
Menu de configuration standard de diffusion cellulaire (ici le système français "FR-Alert") sur iOS 16. Le menu est disponible dans l'application "Réglages" de l'iPhone, puis dans la catégorie "Notifications".

La diffusion cellulaire (Cell Broadcast en anglais), est une technique qui permet d'envoyer via un réseau de téléphonie mobile le même message à tous les abonnés inscrits à ce service, à l'intérieur d'une zone géographique donnée. Elle est habituellement utilisée pour la diffusion d'alertes météorologiques, d'informations sur l'état des routes, la région locale, les hôpitaux les plus proches, etc.
Présenté pour la première fois à Paris en 1997, ce service est utilisé dans beaucoup de pays, comme les États-Unis, le Canada, le Japon, la Chine, la Russie, la Nouvelle-Zélande, les Pays-Bas, le Chili ou encore récemment en France où le service a été activé en juin 2022.
Le service de diffusion cellulaire permet la transmission, dans chaque cellule du réseau mobile, de brefs messages texte. La diffusion cellulaire prend en charge une longueur de message maximale de 1395 caractères par message de diffusion cellulaire. Les messages peuvent être envoyés depuis toutes les cellules du réseau ou seulement depuis celles comprises dans une zone de diffusion cellulaire spécifique (qui peut coïncider avec une seule cellule ou un groupe de cellules géographiquement voisines), sans confirmation de réception, s'apparentant ainsi à une diffusion de type radiophonique.
Lorsque le service de diffusion cellulaire est actif dans un pays, les stations mobiles affichent les messages d'avertissement publics obligatoires, y compris l'alarme unique - son. En option, vous pouvez configurer pour ignorer les messages d'avertissement public moins graves tels que les messages test d'alerte d'urgence et les alertes Enlèvement. Chaque message a également un numéro de série et de version pour permettre aux stations mobile de déterminer s’il s’agit d’un nouveau message à analyser (et à présenter à l’usager si demandé) ou d’un message déjà reçu et ainsi l’ignorer. Le nombre de transmission et la fréquence de répétition des messages peuvent être négociés entre l'opérateur et le fournisseur d’informations, en fonction du contenu informatif et des accords commerciaux respectifs.
Les avantages de la diffusion cellulaire par rapport aux autres modalités de communication résident principalement dans la possibilité de toucher en un temps très bref un nombre très important d’utilisateurs se trouvant dans une zone géographique déterminée, sans créer de surcharge sur le réseau puisque les messages ne sont pas spécifiquement adressés et sont transmis, en partie, sur des canaux de contrôle indépendants du trafic. Ce qui les rend particulièrement adaptés en cas d’urgence. De plus, ne nécessitant pas la connaissance des numéros de téléphone, elle est de facto déjà compatible avec le RGPD en vigueur depuis mai 2018 dans l'Union européenne.

## Avantages de la technologie de diffusion cellulaire
L’avantage principal de la technologie de diffusion cellulaire réside dans la possibilité de délivrer un même message simultanément à une communauté d’utilisateurs, dans une fenêtre temporelle et une zone géographique bien déterminées. Autrement dit, là où un SMS est un message envoyé à chaque terminal, un message SMS-CB est envoyé à une cellule du réseau qui le diffuse ensuite pendant une période déterminée à tout terminal inscrit.
- L’unité de base permettant de définir la zone de diffusion étant la cellule, il est possible de définir une zone géographique aussi petite que la zone de diffusion d’une cellule, ou bien aussi grande qu'une ville ou un pays ;
- Depuis 2012, dans les pays utilisant la diffusion cellulaire, tous les terminaux compatibles présents dans la zone de diffusion reçoivent les messages diffusion cellulaire ;
- Le message de diffusion cellulaire inclut l'emplacement d'un incident et des conseils pour se mettre en sécurité. Les messages d'alerte diffusion cellulaire ont un son d'alarme distinct – qui ne s'arrête que lorsque le message est vu par l'utilisateur.

## Fonctionnalités principales
- Service push géolocalisé
- Alarme sonore spécifique : les messages d'alerte SMS-CB ont un son d'alarme distinct - qui ne s'arrête que lorsque le message est vu par l'utilisateur.
- Tous les téléphones mobiles supportent la diffusion cellulaire : à partir de 2012, la diffusion cellulaire est prise en charge par tous les téléphones iOS, Android et Windows [1],[2],[3],[4]

- Niveaux de gravité alertes d'urgence : au moins 4 niveaux de gravité d'avertissement sont disponibles.
- Option d’adhésion (opt-in)/ Option de retrait (opt-out) implicite : il faut que le terminal soit paramétré de manière à recevoir les messages du canal de diffusion cellulaire.[précision nécessaire]
- Soutenir les Alertes présidentielles : il n'est pas possible de se retirer (opt-out) des alertes présidentielles[réf. nécessaire]
- Diffusion multilingue : un même message SMS-CB peut être diffusé en plusieurs langues. Seule la version du message dans la langue paramétrée dans le terminal s’affichera côté utilisateur.
- Broadcasting de SMS binaires : ceci permet notamment une communication M2M (machine-to-machine).
- Contrôle des coûts de diffusion : côté opérateur et réseau, le Cell-Broadcast permet une réduction radicale des coûts de communication avec la base des abonnés. En effet, en ce qui concerne l’utilisation du réseau, le coût de diffusion dépend uniquement de la taille de la zone (nombre de cellules) et non du nombre de terminaux qui reçoivent les messages.
- Communication temps réel : comme expliqué ci-dessus, la charge réseau, ainsi que le temps nécessaire pour envoyer un message SMS-CB, ne dépend pas du nombre de messages reçus. La communication vers un grand nombre d’abonnés peut donc s’avérer beaucoup plus rapide que la diffusion de messages SMS.
- Streaming : en général, les messages SMS-CB ne sont pas archivés dans le terminal de l’utilisateur. Ceci évite notamment tout problème de stockage ou de boite SMS pleine.
- Standardisation de l'affichage :  normalisation de l'affichage du message sur chaque smartphone iOS et Android.

En 2022, dans les systèmes Android et iOS, le système d'alerte est activé par défaut, mais l'utilisateur garde la possibilité de ne plus recevoir les alertes. 

## Limitations technologiques
- Pas de standardisation de l’affichage du message sur les anciens terminaux (avant 2012) ;
- Diffusion uniquement pour recevoir le nombre de cellules auxquelles le message a été diffusé. Il n'y a pas de standard disponible pour indiquer le nombre de personnes ayant reçu le message dans la ou les cellules, mais cela peut être déterminé avec une intégration ultérieure dans les réseaux mobiles.

## Exemples d’applications

### Alerte aux populations

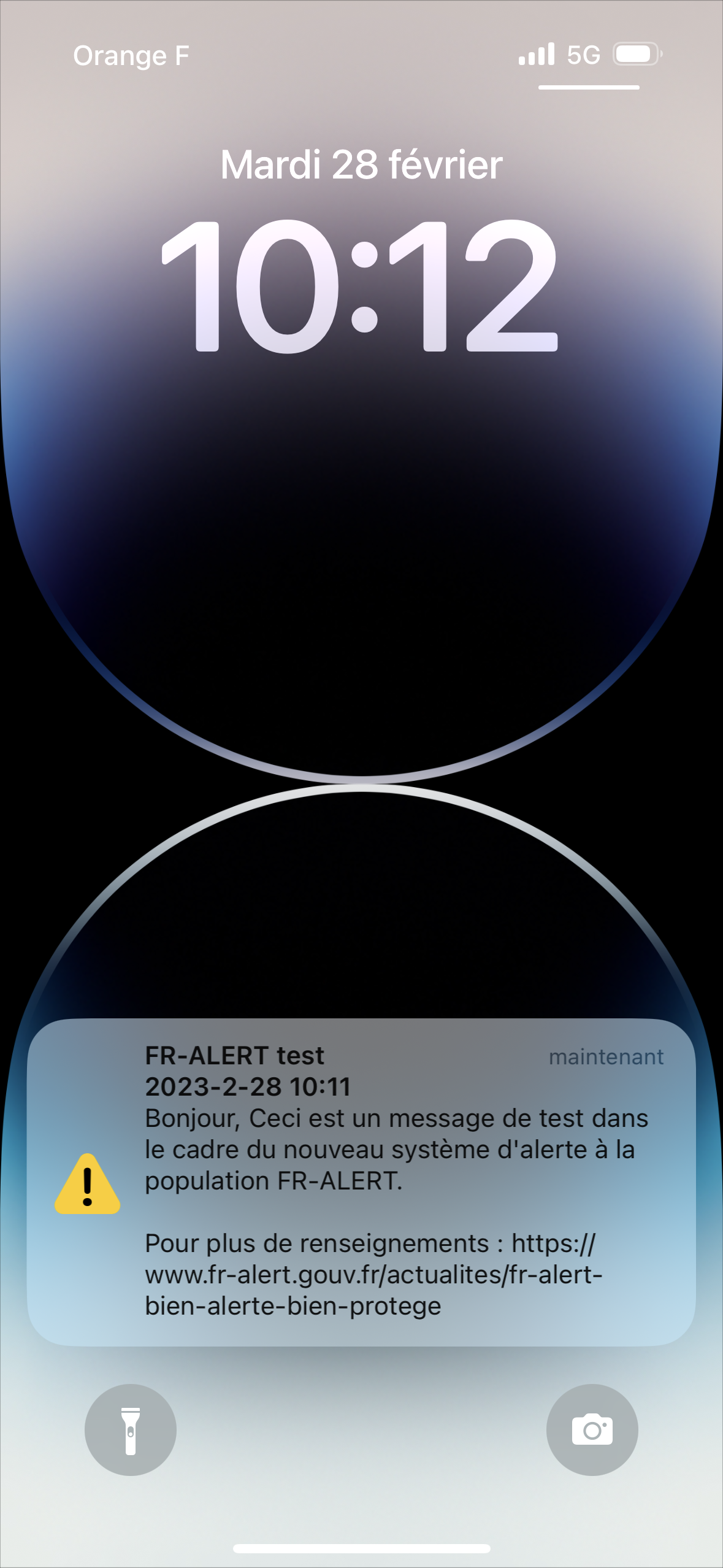
Un exemple d'alerte d'urgence via diffusion cellulaire sur un iPhone, indiquant un test au niveau national du système d'alerte français « FR-Alert ».

De nombreux pays ont mis en place des systèmes d'alerte géolocalisés basés sur la diffusion cellulaire. Les messages d'alerte à destination de la population, déjà diffusés par les différents médias (télévision, radio, Internet, sirènes...), sont ainsi relayés sur le réseau mobile.
- Japon : J-Alert depuis 2007[5],[6] ;
- Corée du Sud : Korean Public Alert System ;
- Sri Lanka : Disaster and Emergency Warning Network (DREWN) depuis 2009[5] ;
- Israël : National Message depuis 2010[6],[7] ;
- Emirats arabes unis : UAE-Alert depuis 2016 ;
- Oman : Oman-Alert depuis 2019 ;
- Chili : Sistema de Alerta de Emergencias (SAE) depuis 2012[6],[7] ;
- Pérou : SISMATE actif en 2020 [8] ;
- États-Unis : Wireless Emergency Alerts (en) (WEA) depuis 2012[5],[6],[9],[10] ;
- Taïwan : Public Warning Cell Broadcast Service ou Public Warning System depuis 2016[11] ;
- Nouvelle-Zélande : Emergency Mobile Alert depuis 2017[12] ;
- Philippines : Emergency Cell Broadcast System (ECBS) depuis 2017[13] ;
- Canada : Wireless Public Alerting System de En alerte (en).

Dans l'Union européenne, l'Institut européen des normes de télécommunications (ETSI) a mis en place d'un système d'alerte standardisé, le European Public Warning System ou EU-ALERT, qui peut ensuite être adapté pour les besoins de chaque pays. Cependant, peu de pays membres ont développé ce système,,.
- Pays-Bas : NL-Alert depuis 2012[15] ;
- Lituanie : LT-Alert depuis 2012 ;
- Roumanie : RO-Alert depuis 2018 ;
- Grèce  : GR-Alert depuis 2019 ;
- Italie  : IT-Alert actif en 2020 [16] ;
- Royaume-Uni : UK-Alert actif en 2021 [17] ;
- France : FR-Alert[18] actif en juin 2022[19],[20],[21].
- Luxembourg: LU-Alert[22] actif en octobre 2024[23],[24],[25].

### Autres utilisations
La diffusion cellulaire pourrait être utilisée pour d'autres applications.
- Publicités ciblées dans un centre commercial, un aéroport ou un stade...
- Informations spécialisées : horaires des avions dans un aéroport, des trains dans une gare, programme dans un cinéma, informations touristiques, prévisions météo...
- Appel d'urgence ferroviaire amélioré (e-REC : enhanced Railway Emergency Call).